# Готска линија
Готска линија је била немачка одбрамбена линија на Италијанском фронту током Другог светског рата. Она је чинила последњи важну линију одбране фелдмаршала Алберта Кеселринга дуж обронака северних Апенина током повлачења немачких снага у Италији против савезничких армија у Италији, којима је командомао генерал Харолд Александер.
Адолф Хитлер је имао бојазни због степена готовости Готске линије. Плашио се са ће Савезници користити амфибијско искрцавање да заобиђу његову одбрану. Да би смањио њен значај и у очима савезника и непроијатеља, наредио је да јој се промени име, због његове историјске конотације, верујући да ако Савезници успеју да се пробију да неће моћи да искористе њено импресивније име да увеличају своју победу. Због тога ју је Кеселринг преименовао у Зелену линију у јуну 1944.
Користећи више од 15.000 принудних радника, Немци су изградили више од 2.000 добро утврђених митрањеских гнезда, казамата, бункера, осматрачких места и артиљеријских положаја да одбију сваки покушај пробоја Готске линије. Ова линиј је пробијена током операције Оливе (такође понекад познате и као битка за Римини), али Кеселрингове снаге су стално успевале да се повуку у добром реду. Ово се понављало све до марта 1945, када је Готска линија пробијена, али без одсудног пробоја. То се неће десити све до априла 1945. током последње савезничке офанзиве на италијанском ратишту.
Операција Оливе се често описује као највећа битка икад вођена у Италији у погледу материјала. Преко 1.200.000 људи је учествовоало у њој. Битка је добила форму маневра опкољавања, који су извршиле 8. британска армија и 5. америчка армија против 10. и 14. немачке армије. На Римини, град који је био погођен ранијим нападима из ваздуха, је испаљено око 1.470.000 зрна од стране савезнички копнених снага.

## Позадина
У јуну 1944. Када су се Немци повукли из Рима, Хитлер наређује својим трупама у Италији да се повуку северно и заузму одбрамбени положај у Апенинима надомак долине реке По.
Готска линија је била појас фортификација дубока око 16 а дужине 320 km у природно чврстом одбрамбеном терену у Италији од града Караре до Пезара. Радници из окупираних држава почели су изградњу линије већ средином 1943. године, а радови на учвршћивању наставило се и пошто су је Немци окупирали средином 1944. године. До августа 1944, 2.400 митраљеских гнезда, 500 артиљеријских и минобацачких позиција, 120.000 m бодљикаве жице и још много противтенковских оруђа додати су одбрани линије.
После уласка у Рим 4. јуна, Америчке и Британске трупе форсирају ка Северу. Два месеца касније били су надомак Анконе, Ареца и Пизе и на прилазу Готске линије. 25. августа Савезници нападају, упркос чврстом отпору Британци заузимају Римини 21. септембра, док Американци заузимају планинске пролазе на путу ка Болоњи. Незгодни зимски услови натерали су савезнике на прекид офанзиве све до Априла 1945. када је Готска линија коначно пробијена, а америчке трупе ушле у долину реке По и заузеле Болоњу 21. априла 1945. Немоћан пред савезничким нападом, немачки заповедник генерал Хајнрих фон Фитингхоф пристаје на безусловну предају 2. маја 1945. чиме се завршавају борбе на Италијанском фронту у Другом светском рату.